# (338) Budrosa
(338) Budrosa – planetoida z grupy pasa głównego asteroid okrążająca Słońce w ciągu 4 lat i 355 dni w średniej odległości 2,91 j.a. Została odkryta 25 września 1892 roku w Observatoire de Nice w Nicei przez Auguste Charloisa. Pochodzenie nazwy planetoidy nie jest znane. Przed jej nadaniem planetoida nosiła oznaczenie tymczasowe (338) 1892 F.